# Griptonite Games
Griptonite Games war ein US-amerikanischer Videospielentwickler mit Sitz in Kirkland, Washington. Er wurde 1994 als Realtime Associates Seattle Division gegründet und war spezialisiert auf Handheld-Computerspiele. 2011 übernahm der Handyspiele-Spezialist Glu Mobile das Studio, 2017 kam es zur Schließung.

## Geschichte
Das Unternehmen wurde im April 1994 von Steve Ettinger in Redmond als Tochterunternehmen von Realtime Associates unter dem Namen Realtime Associates Seattle Division gegründet. Ettinger war wie der Gründer von Realtime Associates, David Warhol, früher bei Mattel Electronics angestellt gewesen und hatte für die Spielkonsole Intellivision entwickelt. Ettinger übernahm Auftragsarbeiten für Realtime Associates, bevor Warhol ihn bat, ein Tochterstudio in Seattle aufzubauen. Das Studio betreute hauptsächlich Entwicklungen für Handheldkonsolen, zu Beginn vor allem für den Game Boy und das Game Gear, später auch für stationäre Konsolen.
Im November 1999 wurde das Studio von KnowWonder, einem in Kirkland ansässigen Entwickler von Kindersoftware, übernommen und in Griptonite umbenannt. Der Unternehmensname von KnowWonder wurde 2001 in Amaze Entertainment geändert, unter dessen Schirm mit KnowWonder (Kindersoftware), Adrenium Games (stationäre Konsolen) und Griptonite (Handheldkonsolen) drei spezialisierte Entwicklungsabteilungen operierten. Ab 2005 wurden alle Entwicklungsarbeiten zunächst nur noch unter dem Namen Amaze Entertainment veröffentlicht.
Am 14. November 2006 wurde Amaze Entertainment von Foundation 9 Entertainment übernommen. Unter dem neuen Schirm wurden ab Juli 2008 sämtliche Entwicklungen wieder als Griptonite Games veröffentlicht. Am 29. Juli 2009 kündigte Foundation 9 Entertainment im Zuge von Einsparmaßnahmen an, dass Amaze Entertainment mit seiner Tochter Griptonite Games zusammengelegt werde. Die Leitung wurde Griptonites Studioleiter J. C. Connors übertragen.
Am 2. August 2011 wurde Griptonite Games mit 200 Mitarbeitern und einem Tochterstudio in Hyderabad von Glu Mobile gekauft, wodurch der Spezialist für Handyspiele seine Belegschaft verdoppelte, um die Zahl seiner Projekte erhöhen zu können. 2012 übernahm Glu Mobiles President of Studios die direkte Kontrolle über das Studio und entließ 25 % der Belegschaft. Das Unternehmen wurde seither als Glu Mobile Kirkland geführt. Durch die zunehmende Umstellung bei Glu auf Games as a service folgten 2013 weitere Entlassungen. Außerdem zog das Studio von Kirkland nach Bellevue. 2017 schloss Glu Mobile das Studio in Bellevue.

## Veröffentlichungen

### Als Realtime Associates Seattle Division
| Titel                                   | Veröffentlichung | Plattform(en)             |
| --------------------------------------- | ---------------- | ------------------------- |
| The Berenstain Bears’ Camping Adventure | 1993             | Game Gear                 |
| WWF Raw                                 | 1994             | Game Boy, Game Gear       |
| Frank Thomas Big Hurt Baseball          | 1995             | Game Boy, Game Gear       |
| Super Star Wars: Return of the Jedi     | 1995             | Game Boy, Game Gear, SNES |
| BreakThru!                              | 1995             | Game Boy                  |
| Iron Man / X-O Manowar in Heavy Metal   | 1996             | Game Boy, Game Gear       |
| Crusader: No Remorse                    | 1996             | PlayStation, Saturn       |
| Magic: The Gathering - Battlemage       | 1997             | PlayStation, Windows      |
| NBA Live 98                             | 1998             | Saturn                    |
| All-Star Baseball 99                    | 1998             | Game Boy                  |
| Rugrats: Scavenger Hunt                 | 1999             | Nintendo 64               |
| All-Star Baseball 2000                  | 1999             | Game Boy Color            |
| Adventures with Barbie: Ocean Discovery | 1999             | Game Boy Color            |

### Als Griptonite
| Titel                                                          | Veröffentlichung | Plattform(en)                              |
| -------------------------------------------------------------- | ---------------- | ------------------------------------------ |
| Sesame Street: Elmo’s Musical Monsterpiece                     | 2012             | Wii, Nintendo DS                           |
| Bejeweled 3                                                    | 2011             | Nintendo DS                                |
| Shinobi                                                        | 2011             | Nintendo 3DS                               |
| Marvel Super Hero Squad: Comic Combat                          | 2011             | Wii                                        |
| The Penguins of Madagascar: Dr. Blowhole Returns               | 2011             | Nintendo DS                                |
| Sesame Street: Ready, Set, Grover!                             | 2011             | Nintendo DS                                |
| Captain America: Super Soldier                                 | 2011             | Nintendo DS                                |
| Green Lantern: Rise of the Manhunters                          | 2011             | Nintendo 3DS, Wii                          |
| Kung Fu Panda 2                                                | 2011             | PlayStation 3, Wii, Xbox 360, Nintendo DS  |
| Marvel Super Hero Squad: The Infinity Gauntlet                 | 2010             | Nintendo 3DS, PlayStation 3, Wii, Xbox 360 |
| The Penguins of Madagascar                                     | 2010             | Nintendo DS                                |
| Wheel of Fortune                                               | 2010             | Nintendo DS                                |
| Jeopardy!                                                      | 2010             | Nintendo DS                                |
| Spider-Man: Shattered Dimensions                               | 2010             | Nintendo DS                                |
| Iron Man 2                                                     | 2010             | Nintendo DS                                |
| How to Train Your Dragon                                       | 2010             | Nintendo DS                                |
| Dungeon Solitaire                                              | 2010             | iPhone                                     |
| Percy Jackson and The Olympians: The Lightning Thief           | 2010             | Nintendo DS                                |
| Bejeweled: Twist                                               | 2010             | Nintendo DS                                |
| Daniel X: The Ultimate Power                                   | 2010             | Nintendo DS                                |
| Bejeweled: Twist                                               | 2009             | Nintendo DSi                               |
| Assassin’s Creed: Bloodlines                                   | 2009             | PSP, PS Vita                               |
| Disney The Princess and the Frog                               | 2009             | Wii, Windows, Nintendo DS                  |
| Assassin’s Creed II: Discovery                                 | 2009             | iPhone, Nintendo DS                        |
| Charm Girls Club: My Perfect Prom                              | 2009             | Nintendo DS                                |
| Where the Wild Things Are                                      | 2009             | PlayStation 3, Wii, Xbox 360               |
| James Patterson: Women’s Murder Club - Games of Passion        | 2009             | Nintendo DS                                |
| X-Men Origins: Wolverine                                       | 2009             | Nintendo DS                                |
| Monsters vs Aliens                                             | 2009             | Nintendo DS                                |
| Centipede                                                      | 2008             | iPhone                                     |
| Neopets Puzzle Adventure                                       | 2008             | Nintendo DS                                |
| Age of Empires: Mythologies                                    | 2008             | Nintendo DS                                |
| Ben Stein: It's Trivial                                        | 2008             | iPhone                                     |
| Madagascar: Escape 2 Africa                                    | 2008             | Nintendo DS                                |
| Spider-Man: Web of Shadows                                     | 2008             | Nintendo DS                                |
| High School Musical 3: Senior Year                             | 2008             | Nintendo DS                                |
| Super Breakout                                                 | 2008             | iPhone                                     |
| Missile Command                                                | 2008             | iPhone                                     |
| Mystery Case Files: MillionHeir                                | 2008             | Nintendo DS                                |
| Spore Creatures                                                | 2008             | Nintendo DS                                |
| The Chronicles of Narnia: The Lion, the Witch and the Wardrobe | 2005             | Nintendo DS, Game Boy Advance              |
| LEGO Star Wars: The Video Game                                 | 2005             | Game Boy Advance                           |
| Robots                                                         | 2005             | Game Boy Advance, Nintendo DS              |
| Star Wars: Revenge of the Sith                                 | 2005             | Dedicated console                          |
| Lemony Snicket’s A Series of Unfortunate Events                | 2004             | Game Boy Advance                           |
| The Urbz: Sims in the City                                     | 2004             | Game Boy Advance, Nintendo DS              |
| The Lord of the Rings: The Third Age                           | 2004             | Game Boy Advance                           |
| Crushed Baseball                                               | 2004             | Game Boy Advance                           |
| Harry Potter and the Prisoner of Azkaban                       | 2004             | Game Boy Advance                           |
| Digimon Racing                                                 | 2004             | Game Boy Advance                           |
| The Sims: Bustin' Out                                          | 2003             | Game Boy Advance                           |
| 007: Everything or Nothing                                     | 2003             | Game Boy Advance                           |
| The Lord of the Rings: The Return of the King                  | 2003             | Game Boy Advance                           |
| Daredevil                                                      | 2003             | Game Boy Advance                           |
| The Lord of the Rings: The Two Towers                          | 2002             | Game Boy Advance                           |
| Harry Potter and the Chamber of Secrets                        | 2002             | Game Boy Color                             |
| Harry Potter and the Sorcerer's Stone                          | 2001             | Game Boy Advance, Game Boy Color           |